# Tefta Cami

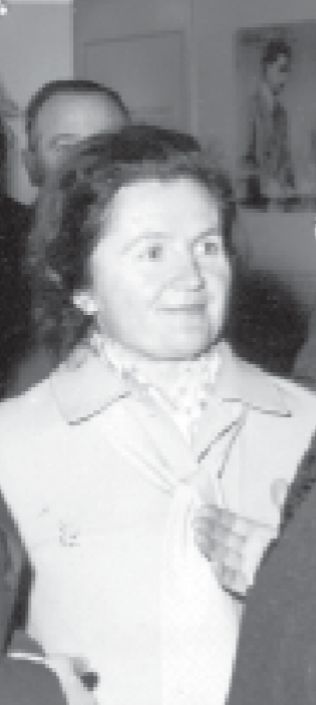
Tefta Cami

Tefta Cami (* 15. August 1940 in Viçisht, Dibra) ist eine ehemalige albanische Politikerin der Partei der Arbeit Albaniens (Partia e Punës e Shqipërisë PPSh), die unter anderem zwischen 1970 und 1990 Mitglied der Volksversammlung (Kuvendi Popullor) und von 1976 bis 1987 Ministerin für Bildung und Kultur war.

## Leben
Tefta Cami begann nach dem Besuch der Pädagogischen Schule in Peshkopia 1959 ein Studium an der Abteilung für albanische Sprache und Literatur der Universität Tirana, das sie 1964 abschloss. Sie war danach von 1964 bis 1967 nacheinander Lehrerin, stellvertretende Direktorin und Direktorin des Gymnasiums „Demir Gashi“ in Peshkopia. Nach ihrem Ausscheiden aus dem Schuldienst war sie von 1967 bis 1969 als Redakteurin sowie stellvertretende Chefredakteurin der Tageszeitung Ushtima e Maleve tätig sowie daraufhin zwischen 1969 und 1970 Leiterin der Abteilung Frauen im Parteikomitee der Partei der Arbeit Albaniens (Partia e Punës e Shqipërisë PPSh) des Kreises Dibra. Sie wurde bei den Wahlen am 29. September 1970 zum Mitglied der Volksversammlung (Kuvendi Popullor) gewählt und gehörte dieser von der siebten bis zum Ende der elften Legislaturperiode vom 29. November 1970 bis zum 13. November 1990 an. In der Volksversammlung vertrat sie den Kreis Dibra und gehörte als Mitglied dem Ausschuss für Bildung und Kultur der Volksversammlung an. Zugleich fungierte sie zwischen 1970 und 1972 als Sekretärin des Parteikomitees im Kreis Dibra sowie anschließend seit Januar 1972 als Sekretär des Parteikomitees im Kreis Berat, ehe sie von Mai 1973 bis Oktober 1976 wieder Sekretärin des Parteikomitees im Kreis Dibra war.
1972 absolvierte sie einen postgradualen Studiengang der Philosophie an der Universität Tirana. Im gleichen Jahr wurde sie bei einem Plenum Kandidatin des Zentralkomitees (ZK) der PPSh. Auf dem 7. Parteitag (1. November bis 7. November 1976) wurde sie Mitglied des ZK der PPSh 1976 fungierte sie für einige Zeit als Erste Sekretärin des Parteikomitees des Stadtbezirks Nr. 1 von Tirana.  
Am 29. April 1976 übernahm Tefta Cami als Nachfolgerin von Thoma Deljana, der als Direktor in eine Dorfschule in Südalbanien versetzt wurde, das Amt als Ministerin für Bildung und Kultur (Ministre e Arsimit dhe e Kulturës) im sechsten Kabinett Shehu. Das Amt der Ministerin für Bildung und Kultur bekleidete sie im Anschluss vom 27. Dezember 1978 bis zum 14. Januar 1982 im siebten Kabinett Shehu, zwischen dem 5. Januar und dem 22. November 1982 im ersten sowie vom 23. November 1982 bis zum 20. Februar 1987 im zweiten Kabinett Çarçani. Sie wurde nicht mehr in das dritte Kabinett Çarçani berufen und stattdessen durch Skënder Gjinushi abgelöst.
Nach ihrem Ausscheiden aus der Regierung wirkte Tefta Cami zwischen 1987 und 1991 als Direktorin der Parteihochschule „W. I. Lenin“, der wichtigsten Einrichtung zur ideologischen und ökonomischen Qualifikation der Parteikader, und erwarb in dieser Zeit 1988 den wissenschaftlichen Grad Kandidatin der Wissenschaften (Kandidate e Shkencave). Nach dem Ende der Ende der kommunistischen Herrschaft war sie zwischen 1993 und 2006 Präsidentin eines Vereins und Vorstandsvorsitzende eines Kunstgymnasiums.